# لاريسا ريكيلمي
لاريسا ريكيلمي مابيل فروتوس (بالإسبانية: Larissa Riquelme) وعادة ما تعرف بـ لاريسا ريكيلمي (من مواليد 22 فبراير 1985) هي عارضة أزياء باراغويانية وممثلة مسرح، وتقدم أغلب عروضها في أسونسيون عاصمة باراغواي. اعتبرت في عام 2010 أحد أكثر عارضات الأزياء أجرا في باراغواي. خلال مونديال 2010 (كانت تبلغ 25 سنة حينها) ظهرت في صورة شهيرة مثيرة، خلال مباراة لمنتخب بلادها بارغواي في كأس العالم بجنوب أفريقيا، ليبدأ سيل لا ينتهي من الاتصالات، ويتحول اسمها إلى "خطيبة المونديال".

## نشأتها
عارضة الأزياء الشهيرة وممثلة في باراجواي ، ارتفعت ريكيلمي إلى الصدارة الدولية خلال كأس العالم 2010. كانت مشجعة وداعمة لكل من منتخب باراغواي لكرة القدم و نادي سيرو بورتينيو ، تم تصويرها لأول مرة في وسائل الإعلام الدولية التي تحتفل بهدف خلال المباراة بين باراغواي وسلوفاكيا مع هاتفها المحمول في نوكيا في صدرها وكانت ترتدي تي شيرت بألوان باراجواي (كجزء من ترقية لشركة الهاتف المحمول). وتعد وجه العلامة التجارية لمزيل العرق Axe في باراغواي. شوهدت أيضًا بكلمة المكتوبة على صدرها كإعلان عن العلامة التجارية لمزيل العرق.
بعد أن أصبحت واحدة من أكثر الأشخاص الذين تم تفتيشهم على الإنترنت ، تم تسميتها "صديقة كأس العالم" "World Cup's Girlfriend" من قبل صحيفة ماركا ، أكبر صحيفة رياضية إسبانية. وقد وصفت أيضًا بأنها المعجبين الأكثر شهرة في كأس العالم.
بعد صعودها إلى الشهرة ، وبعد أن وعدت مدرب الأرجنتين دييغو مارادونا بالركض من خلال بوينس آيرس إذا فازت الأرجنتين بكأس العالم 2010 ، فإن ريكيلمي عرضت نفس الشيء ووعدت بأنها سترفع عارية مرتدية بطلاء الجسم فقط بألوان باراغواي) في العاصمة أسونسيون، إذا فازت باراغواي بكأس العالم ، أو حتى إذا وصلتوا إلى نصف النهائي. فقدت باراجواي مباراتها في النهاية ضد إسبانيا، لكن ريكيلمي أعلنت أنها ستفي بوعدها على أي حال، وعدت بأنها احتفظت بها. في نفس العام ، قامت ريكيلمي بالتصوير عارية لعدد سبتمبر 2010 من بلاي بول البرازيل ‏.
إلى جانب عرض الأزياء والتمثيل، شارك ريكيلمي أيضًا في الرقص لأجل الحلم، النسخة الأرجنتينية من برنامج الرقص مع النجوم.

## وصلات خارجية
- لاريسا ريكيلمي على موقع IMDb (الإنجليزية)
- Official site
- Larissa Riquelme Pictures Video and Biography نسخة محفوظة 27 ديسمبر 2010 على موقع واي باك مشين.